# Viatique
Ne doit pas être confondu avec Onction des malades ou VIATIQUE (éducation).

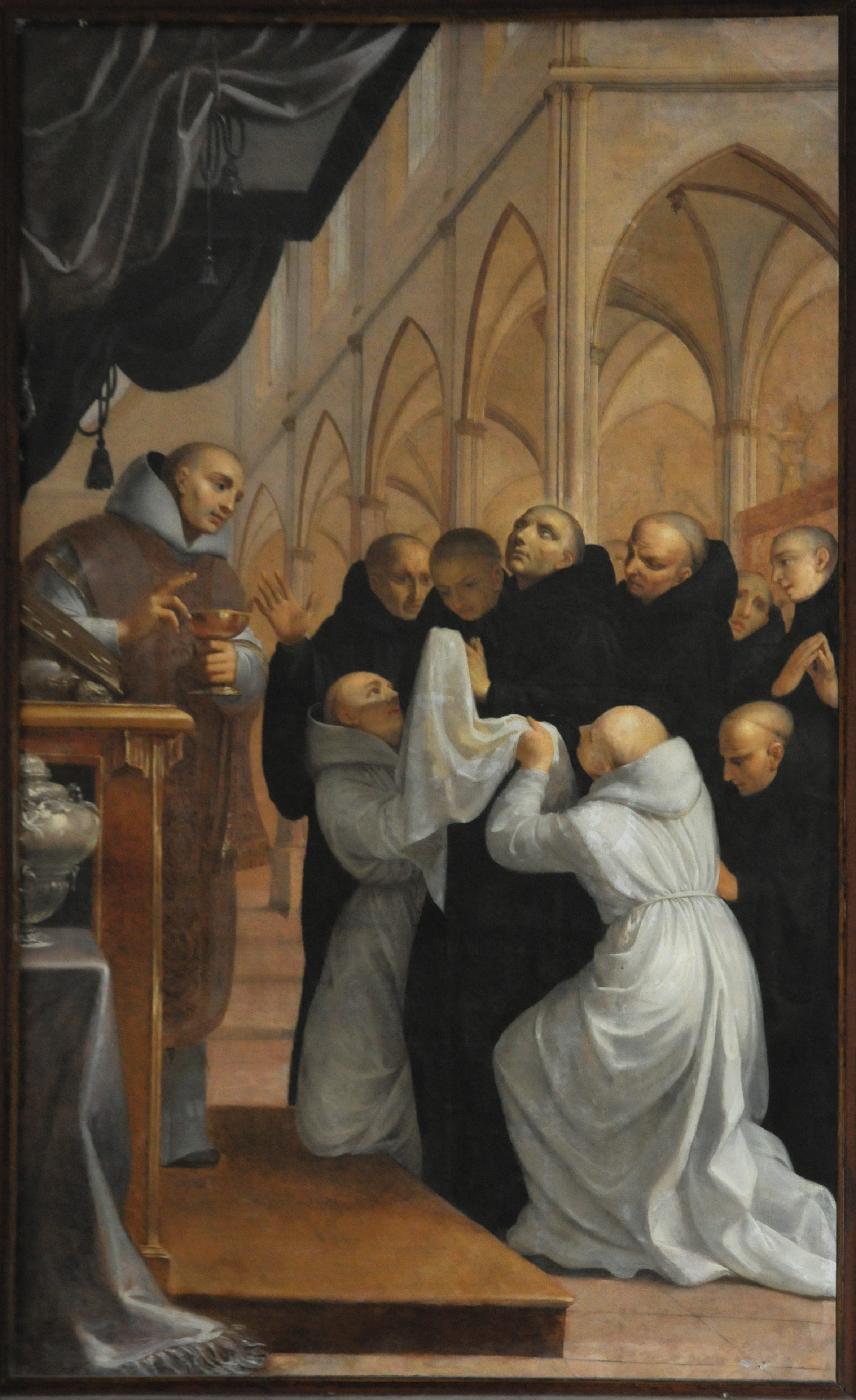
Saint Benoît recevant le viatique, Daniel Hallé, 1664, église Saint-Ouen de Rouen.

Un viatique (du latin viaticum « provisions de voyage ») est une provision — nourriture ou somme d'argent — donnée pour un voyage.

## Contexte religieux

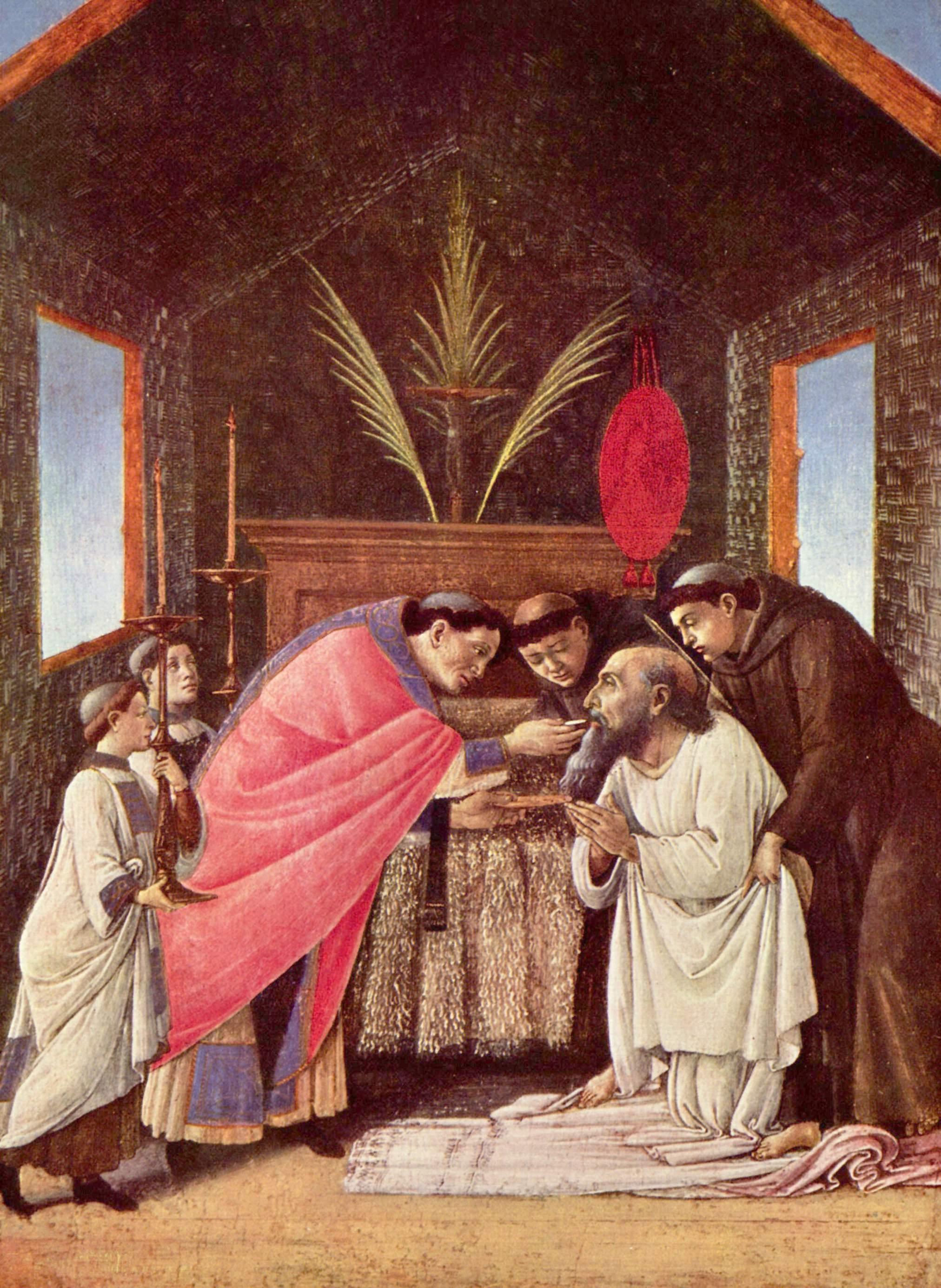
Sandro Botticelli: Viatique de saint Jérôme, peint aux environs de 1495.

Dans l'Église catholique, le viatique est l'Eucharistie, corps du Christ, donnée à un mourant. Le geste a le même sens que dans l'emploi commun du mot, tout en recouvrant une symbolique religieuse. C'est-à-dire que le pain de vie qu'est l'eucharistie est donné à un mourant qui se prépare au « voyage » qu'est le passage de la vie terrestre à la vie éternelle.

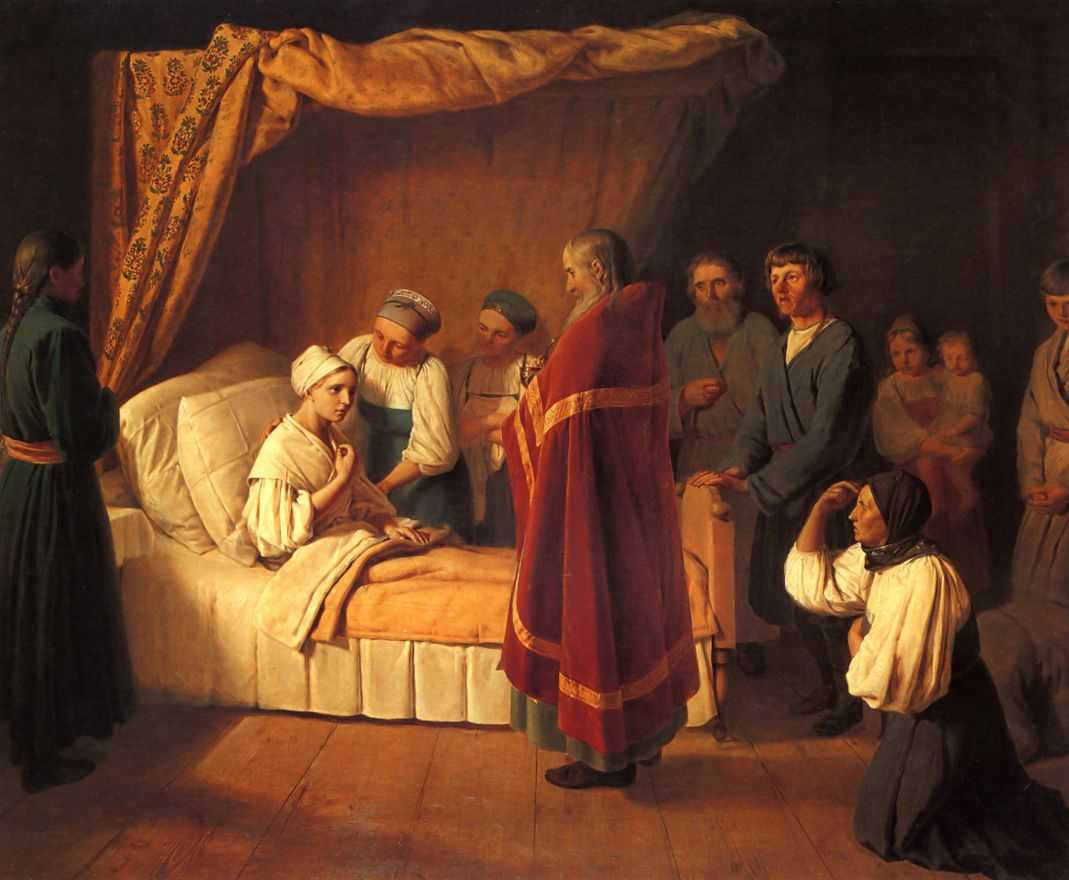
Viatique en Russie, toile d'Alexeï Venetsianov, 1839.

L'Église catholique recommande au fidèle qui approche de la mort de recevoir le viatique au sein d'un ensemble de trois sacrements : successivement le sacrement de pénitence et de réconciliation, l'onction des malades et l'eucharistie donnée en viatique. Autrefois, on utilisait le mot « extrême-onction » pour décrire la combinaison de l'onction des malades avec l'eucharistie. Mais à la suite du concile Vatican II, la constitution apostolique Sacram unctionem infirmorum du 30 novembre 1972 a réformé le rite et conseillé l'abandon de ce terme. Toutefois, la prescription de recevoir ces trois sacrements a été maintenue.
Normalement, le viatique est une communion au corps du Christ sous les deux espèces (pain et vin consacrés), mais le rite peut être adapté à l'état du mourant.
Pour les catholiques, le sens du viatique est d'accompagner le passage du croyant de sa vie terrestre à la vie éternelle, en renouvelant le sacrement du Christ mort et ressuscité.

## Beaticum
Quelques manuscrits de l'œuvre De Vitis Romanorum Pontificum d'Anastase le Bibliothécaire affichent l'orthographe beaticum, dérivée de beatus (béni, heureux), au lieu de viaticum.

## Contexte archéologique
En relation aux objets sépulcraux étudiés dans l'archéologie, le « viatique » est, selon la définition de l'archéologue P. Moinat, l'ensemble des objets associés aux pratiques funéraires et eschatologiques. Pour le chercheur et historien Raphaël Angevin, le « viatique » est l'équivalent du mobilier funéraire. D'après l'archéologue Luc Baray, le viatique est l'ensemble des dépôts matériels d'objets funéraires et distincts des objets personnels du défunt ou de la défunte.